# Alplhorn
Alplhorn är en bergstopp i Österrike.   Den ligger i förbundslandet Kärnten, i den centrala delen av landet, 270 kilometer väster om huvudstaden Wien. Toppen på Alplhorn är 2 352 meter över havet, eller 21 meter över den omgivande terrängen. Bredden vid basen är 0,11 km.
Terrängen runt Alplhorn är huvudsakligen bergig, men åt sydost är den kuperad. Närmaste större samhälle är Saalfelden am Steinernen Meer, 13,3 kilometer söder om Alplhorn. 
I omgivningarna runt Alplhorn växer i huvudsak barrskog. Runt Alplhorn är det ganska tätbefolkat, med 116 invånare per kvadratkilometer.